# Língua ipai
Ipai, também chamada 'Iipay ou Diegueño Stentrional é a língua indígena falada pelo povo Kumeyaay da área central do condado de San Diego, Califórnia. Leanne Hinton (1994: 28) sugeriu uma estimativa conservadora de 25 falantes de ipai ainda sobreviventes.
Ipai pertence è família das línguas Yuman e ao ramo Delta-Califórnia dessa família. Ipai e seus vizinhos do sul, Kumeyaay e Tipai, eram freqüentemente considerados dialetos de uma única língua Diegueña, mas o atual consenso entre os lingüistas parece ser que pelo menos três línguas distintas estão presentes na cadeia dialética (por exemplo, Langdon 1990). Confusamente, Kumeyaay é comumente usado como uma designação tanto para a língua central desta família quanto para o povo de Ipai-Kumeyaay-Tipai como um todo.
A documentação publicada para a linguagem Ipai inclui gramáticas de referência e de ensino, um dicionário e vários textos (cf. Marianne Mithun - 1999: 578).

## Escrita
A língua Ipai usa uma forma do alfabeto latino sem as letras J e Z. Usam-se as formas Ch, Kw, Ll, Ly, Lly, Nn, Ñ/Ny, Rr, Sh, Ss Tt, Xw.